# Железнодорожный проезд
Железнодоро́жный прое́зд (название с начала XX века) — проезд в Южном административном округе города Москвы на территории Даниловского района.

## История
Проезд получил своё название в начале XX века по расположению параллельно путям Павелецкого направления Московской железной дороги.

## Расположение
Железнодорожный проезд проходит от Даниловской набережной на север до путей Павелецкого направления Московской железной дороги, поворачивает на северо-восток и проходит параллельно путям, с востока к проезду примыкает 3-й Павелецкий проезд, Железнодорожный проезд проходит далее и оканчивается, продолжаясь как 2-й Павелецкий проезд (согласно Яндекс.Картам; на картах OpenStreetMap и Картах Google участок Железнодорожного проезда между 2-м и 3-м Павелецкими проездами обозначен как часть 2-го Павелецкого проезда). Нумерация домов начинается от Даниловской набережной.

## Транспорт

### Автобус
По Железнодорожному проезду автобусы не проходят. У юго-западного конца проезда, на Даниловской набережной, расположена остановка «Железнодорожный проезд» автобуса с910, у середины проезда, на 3-м Павелецком проезде, — остановка «3-й Павелецкий проезд» автобусов 913, 984, с910, с932.

### Метро
- Станции метро «Павелецкая» Замоскворецкой линии и «Павелецкая» Кольцевой линии (соединены переходом) — севернее проезда, на Павелецкой площади
- Станция метро «Тульская» Серпуховско-Тимирязевской линии — западнее проезда, между Большой Тульской улицей и Большим Староданиловским, 1-м Тульским и Холодильным переулками.

### Железнодорожный транспорт
- Платформа «Дербе́невская» Павелецкого направления МЖД — в непосредственной близости от проезда